# Farnroda
Farnroda is een dorp in de Duitse gemeente Wutha-Farnroda in  Thüringen. De gemeente maakt deel uit van het Wartburgkreis.  Het dorp werd voor het eerst genoemd in een oorkonde uit 1260. In 1987 fuseerde Farnroda met Wutha.